# Louis Marchand
Louis Marchand (Lyon, 2 de febrero de 1669 - París, 17 de febrero de 1732) fue un compositor, clavecinista y organista francés. 

## Biografía
En su época, fue uno de los músicos más grandes de su país, Francia, y con apenas 15 años era organista de la catedral de Nevers. Cuando se instaló en París, su gran talento le ayudó a convertirse en organista de varias iglesias. Marchand era un hombre ambicioso y de carácter intratable, lo que le valió varias disputas con su mujer, de familia de clavecinistas, e incluso con sus amigos.
En 1706 sucedió a Guillaume-Gabriel Nivers en uno de los cargos como organista de la capilla real, pero su mal carácter le hizo abandonar esta función en 1713. 
Según los rumores, de hecho, se habría sentido tan acaparado por su exmujer (la cual le reclamaba permanentemente la mitad de sus ganancias) que, un día de 1713, mientras honraba la misa en la Capilla Real de Versalles, habría abandonado la tribuna (en presencia del rey) a mitad del oficio, alegando que si no se le pagaba más de la mitad de su salario, se vería obligado a cumplir sólo con la mitad del oficio. En contestación a aquel incidente, se le habría aconsejado amablemente marcharse al exilio, con el fin de evitar penas más severas (si bien Luis XIV, a pesar de todo, le había tenido siempre un gran afecto). Emprende entonces - obligado y forzado - un viaje por Europa, sobre todo a Alemania, donde su virtuosismo le valió un considerable éxito entre los grandes, y también las envidias de sus compañeros músicos que no apreciaban su carácter.
En 1717 eludió un duelo musical que tenía previsto con Johann Sebastian Bach en Dresde. Parece ser que Marchand quiso evitar la confrontación con Bach, al que no conocía. No obstante, escapó al escuchar a escondidas a Bach improvisando al clave. La historia, no obstante, es narrada por diversas fuentes alemanas de la época pero ninguna francesa, lo que pone en entredicho su veracidad. Eso no cambia, sin embargo, el hecho de que esas mismas fuentes comentan la admiración de Bach por el músico francés, cuya música podía interpretar de memoria.
Vuelve a Francia para terminar una carrera más discreta de organista y profesor. Entre sus alumnos figuran Pierre du Mage, Jean-Adam Guilain y Louis-Claude Daquin. 
Las pocas obras que han sobrevivido en la posterioridad son suficientes para confirmar el gran talento de Louis Marchand.